# Glinde
Glinde é uma cidade da Alemanha localizada no distrito de Stormarn, estado de Schleswig-Holstein.